# Cañada Catena

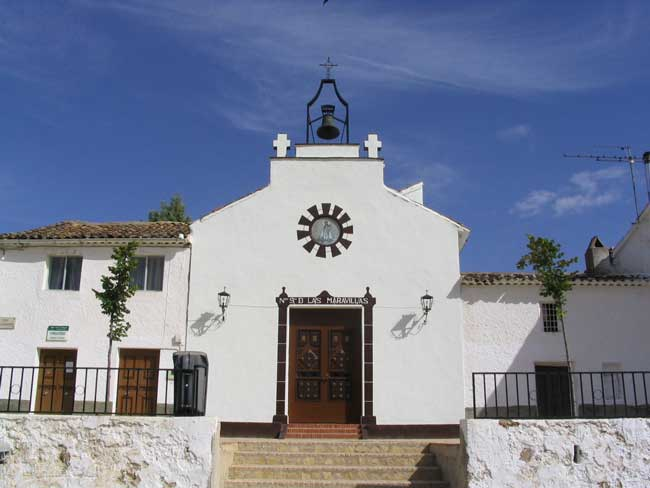
Portada de la iglesia

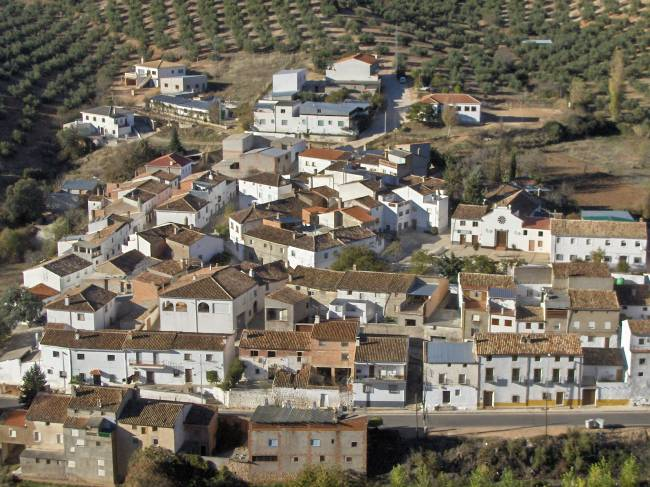
La aldea a vista de pájaro

Cañada Catena es una localidad y pedanía española perteneciente al municipio de Beas de Segura, en la provincia de Jaén, comunidad autónoma de Andalucía.

## Límites
El término municipal al que pertenece limita con los de Segura de la Sierra, Orcera, La Puerta de Segura y Puente de Génave.

## Contexto geográfico
Como puerta de entrada a la Sierra de Segura la aldea está rodeada ya por los primeros bosques de pino negral contrastando éste con el ordenado paisaje del olivar que también está presente en sus alrededores

## Etimología
El nombre de "Cañada" le viene por el uso de su valle en la transhumancia de ganado en otras épocas, cuando los rebaños iban y venían de la sierra al llano. "Catena" debe venir del Monte Catena cercano.

## Economía local
Tradicionalmente su economía se ha basado en la producción de aceite de oliva. La agricultura se ha desarrollado sólo en el ámbito de la explotación familiar con pequeños huertos para la producción de hortalizas y algo de secano como el trigo o la cebada.

## Demografía
La población se fue reduciendo en el pasado debido a la fuerte emigración. En la actualidad cuenta con una bolsa reducida de población estable y otra bolsa importante de población fluctuante durante los meses de verano. A este incremento de población estival también está contribuyendo el desarrollo turístico con ofertas de casas rurales. También se ha de tener en cuenta la población de temporeros durante la campaña de recogida de la aceituna que suele abarcar los meses de diciembre enero y febrero. Se ha de decir que desde el año 2000 es el turístico un sector económico en desarrollo en esta comarca.

## Gastronomía
La gastronomía tiene su base en los productos derivados de la matanza del cerdo tradicional proporcionando este tipo de productos para el sustento fundamental de las familias junto con el complemento de su modesta producción agrícola. En este sentido destacan sus sabrosas morcillas de arroz, hechas a partir de la sangre del cerdo, sus morcillas "güeñas", sus chorizos y el lomo de orza por citar alguno de estos productos.
Como platos típicos se conocen el ajo harina, las gachas migas, el ajo atado, los andrajos y el ajo hachero. Todas estas comidas se solían preparar para poder afrontar el duro trabajo en la recolecta de la aceituna. 

## Fiestas

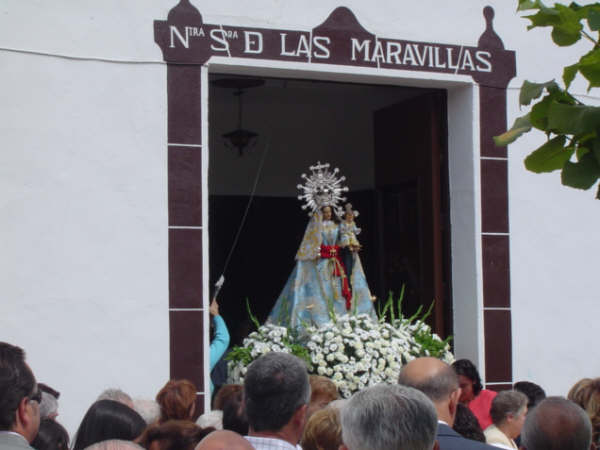
Nª Sra. de las Maravillas.

El día 8 de septiembre se celebran las fiestas en honor de su patrona Nª Señora de las Maravilla. La imagen sale en procesión por las calles del pueblo entre cánticos. La costumbre dictaba el donar un cerdo para que se criara suelto por el pueblo, que posteriormente se rifaba entre los vecinos al año siguiente. Éste recibía el nombre de "gorrino de San Antón".